# Batirama
Batirama est un magazine français d’informations professionnelles du secteur du bâtiment et des travaux publics (BTP), créé en novembre 1969.

## Histoire
Batirama est créé à Montpellier en 1969. Il s'agit d'un magazine d'informations spécialisées de la construction qui se défend d'être devenu un bi-média, c'est-à-dire avec des publications périodiques papiers, à raison de huit numéros par an et des informations digitales diffusées en continue.
En 2003, le groupe Bertelsmann cède le magazine Batirama à son dirigeant.

## Description
Le média s'adresse aux acteurs professionnels de la filière bois, notamment sur la partie avale du marché.
Spécialisé dans le domaine du bâtiment et les travaux publics, Batirama fait des articles de fond à partir d'études spécifiques. 